# Korespondencja AdS/CFT
Korespondencja AdS/CFT (anty de Sittera/konforemna teoria pola, inne nazwy: dualność Maldaceny lub dualność cechowania/grawitacji) – przypuszczalny zamiennik między teorią strun a grawitacją zdefiniowaną na przestrzeni {\displaystyle {\mathcal {S}}} (lub dokładniej: na produkcie przestrzeni zawierającej {\displaystyle {\mathcal {S}}}) i kwantową teorią pola, wykluczając grawitację zdefiniowaną na konforemnym brzegu {\displaystyle {\mathcal {S}},} którego wymiar jest mniejszy o jeden lub więcej. Nazwa odnosi się do faktu, że pierwsza przestrzeń jest typowo produktem przestrzeni anty de Sittera (AdS) z pewną zamkniętą rozmaitością (np. sferami, orbifoldami lub nieprzemiennymi przestrzeniami), podczas gdy teoria dualności jest konforemną teorią pola (CFT).